# Ente Italiano per le Audizioni Radiofoniche
L'Ente italiano per le audizioni radiofoniche (EIAR) fu un ente pubblico italiano titolare della concessione esclusiva per le trasmissioni radiofoniche in Italia dal 1927 al 1944. Operò in regime di monopolio e gestì anche le prime trasmissioni televisive sperimentali nella zona di Roma tra il 1938 e il 1940. Durante il periodo fascista, l'EIAR trasmise i programmi radiofonici ufficiali del governo. La sua sede principale si trovava a Roma, con la direzione generale a Torino.

## Storia

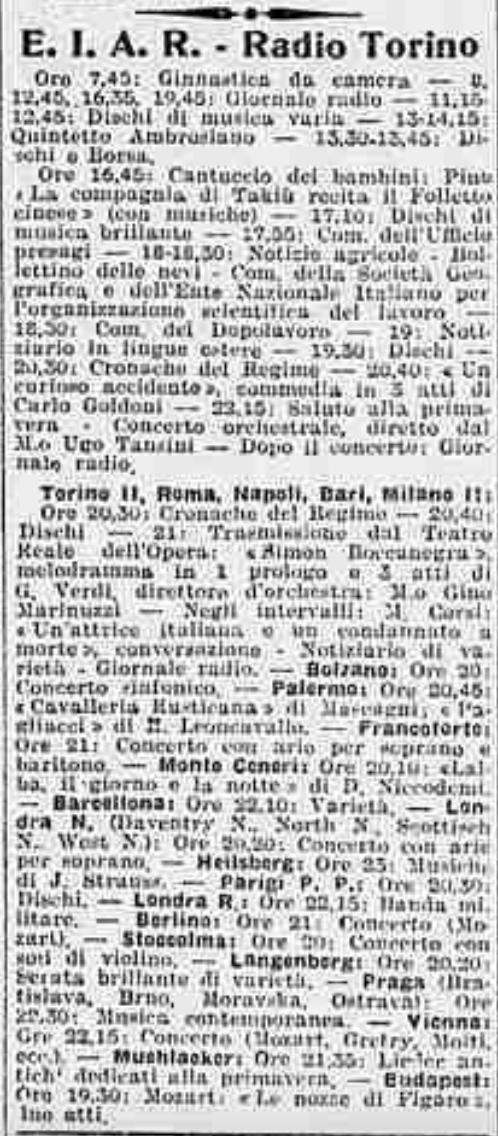
Palinsesto radiofonico tipico degli anni ’30 dei canali EIAR e delle radio estere ricevibili in Italia, pubblicato su La Stampa. Sono presenti programmi personalizzati come la ginnastica da camera mattutina, l’informazione sulle borse valori durante la pausa pranzo e il “cantuccio dei bambini” nel pomeriggio. Si osserva inoltre la costituzione del secondo canale, con il raddoppio dei ripetitori di Torino e Milano. (Fonte: La Stampa, 13 marzo 1934, p. 8)

### Origine dalla URI (1927)
Con Regio decreto legge 17 novembre 1927, n. 2207 venne stabilita la trasformazione dell'Unione radiofonica italiana (URI) in EIAR, ente pubblico economico con personalità giuridica. Il successivo 15 dicembre venne stipulata la nuova convenzione (resa esecutiva dal R.D. 29 dicembre 1927, n. 2526) che affidava all'EIAR la gestione della radiofonia circolare per i successivi 25 anni. Le trasmissioni furono poste sotto il controllo del regime, attribuendo le relative competenze al Ministero delle poste e telegrafi e riservando a esso la nomina di quattro consiglieri di amministrazione.

### Espansione della rete negli anni Trenta
All’inizio degli anni Trenta, come stabilito dal R.D. n. 2207/1927, l'EIAR avviò un importante piano di espansione e potenziamento della rete radiofonica. Tra le nuove stazioni costruite vi furono:
- Trieste, attiva con prove tecniche almeno dal 16 agosto 1931[4] e inaugurata ufficialmente il 28 ottobre;[5]
- Bari, con prove iniziate almeno dal 7 agosto 1932[6] e inaugurazione il 6 settembre;[7]
- Palermo, con prove tecniche dal 1º giugno 1931[8] e inaugurazione il 14 giugno.[9]

Furono inoltre costruite nuove trasmittenti a Firenze, Milano (gemella di Roma Santa Palomba) e potenziate le stazioni esistenti di:
- Genova, con lavori effettuati tra il 17 e il 23 agosto 1931;[10]
- Bolzano, trasferita in una nuova sede e inaugurata il 28 ottobre 1931;[11]
- Roma, che vide il trasferimento della sede in un nuovo edificio.[12]

Il 1º luglio 1930 fu inaugurato dall'EIAR il Centro Radio Imperiale di Prato Smeraldo, tra le vie Ardeatina e Laurentina a Roma. Questa struttura era destinata alla trasmissione di programmi di propaganda e notiziari rivolti agli italiani all’estero. Inoltre, erano previste ritrasmissioni di programmi prodotti dalle sedi regionali dell’EIAR. Le frequenze principali utilizzate furono la stazione 2R0 su 25,4 metri (11.810 kHz) e la stazione R03 su 31,13 metri (9.635 kHz).

#### Controllo e sviluppo tra SIP e IRI (1931-1934)
Il 1º luglio 1931 la Società Idroelettrica Piemonte (SIP) acquisì il controllo della Radiofono, che a sua volta era azionista di maggioranza dell'EIAR. Successivamente, il 23 marzo 1933, la SIP divenne direttamente azionista di maggioranza dell'EIAR.
Nel gennaio 1932 fu inaugurato il nuovo centro di produzione di via Asiago 10, a Roma. Il palazzo comprendeva tre piani fuori terra e due sotterranei. Gli auditoria erano sette: in particolare la sala A era dedicata alla lirica e sinfonica; la sala B alla musica da camera; un terzo studio al teatro di prosa; due studi piccoli erano utilizzati per i giornali radio.
Il 17 dicembre 1933, le stazioni radiofoniche di Milano II e Torino II iniziarono a trasmettere i programmi delle stazioni meridionali (Roma, Napoli e Bari), che erano tra loro collegate via cavo. Successivamente, il 18 marzo 1934, la stazione di Roma II iniziò a trasmettere i programmi delle stazioni settentrionali (Torino, Milano e Genova), anch'esse collegate via cavo. Questo sviluppo segnò l'inizio della formazione di due canali radiofonici distinti in Italia.
Entro il 1934, la SIP entrò a far parte del gruppo IRI. Questo doppio passaggio determinò due importanti conseguenze: l’ingresso della SIP comportò la cosiddetta "piemontesizzazione" dell’EIAR, con il conseguente ruolo centrale della sede di Torino nello sviluppo delle tecnologie e nella produzione delle trasmissioni non politiche; l’ingresso dell’IRI invece pose l’EIAR sotto il diretto controllo statale.
Il 28 ottobre 1934 iniziarono le trasmissioni dirette verso l'America Settentrionale, seguite il 12 marzo 1935 da quelle destinate all'America Meridionale e all'Estremo Oriente. Successivamente, il 14 aprile dello stesso anno, partirono le trasmissioni rivolte ai paesi del Mediterraneo.

#### Cambiamenti di competenze e controllo ministeriale (1935-1938)
Con il Regio Decreto-Legge 26 settembre 1935, n. 1829, la competenza sui programmi radiofonici fu trasferita al Ministero per la stampa e la propaganda, mentre quella sugli impianti tecnici rimase al Ministero delle Comunicazioni.
Il 9 agosto 1936 fu completato il collegamento via cavo tra tutte le stazioni radiofoniche italiane, consentendo una trasmissione più efficiente e coordinata dei programmi su scala nazionale.
Il 28 ottobre 1937, la stazione radiofonica Roma III dell'EIAR iniziò le trasmissioni del "Terzo programma", caratterizzato da un contenuto più popolare rispetto agli altri canali esistenti. Questa iniziativa faceva parte di un piano più ampio di diversificazione dell'offerta radiofonica, che includeva anche stazioni come Firenze I, Napoli I, Milano II, Torino II, Genova II e Bari II, contribuendo alla formazione di un sistema multicanale.
Il 9 maggio 1938 iniziarono le trasmissioni della stazione radio a onde corte di Addis Abeba, istituita dall'EIAR per rafforzare la comunicazione con le colonie italiane in Africa Orientale.

### Periodo della Seconda guerra mondiale e post-liberazione (1939-1944)
Nel 1940 fu realizzato il film Ecco la radio!, diretto da Giacomo Gentilomo e prodotto dall'EIAR, con l'intento di rappresentare cinematograficamente una giornata-tipo della radio pubblica italiana. Il film segue simbolicamente l'intera programmazione quotidiana dell'EIAR, partendo dal giornale radio del mattino, passando per rubriche come la ginnastica da camera, i consigli per la casa, le trasmissioni scolastiche e le trasmissioni musicali, fino alla sera. La pellicola si chiude con un ampio quadro corale che vede coinvolti cantanti, orchestrali e speaker, tra cui il Trio Lescano che interpreta il brano Oh! Ma-ma!.
Il 23 giugno, a seguito dell’ingresso dell’Italia nella seconda guerra mondiale, l’EIAR unificò le trasmissioni radiofoniche su tutto il territorio nazionale. La programmazione fu centralizzata e indirizzata principalmente verso tre ambiti: informazione e commento, intrattenimento e propaganda. Il Giornale Radio aumentò le sue edizioni quotidiane da sei a otto e, alle ore 13, veniva trasmesso il bollettino del Quartier Generale delle Forze Armate. Inoltre, le trasmissioni vennero anticipate nella chiusura alle 22, la musica da ballo fu eliminata e la programmazione musicale leggera fortemente ridotta. Il 14 giugno 1942, l'EIAR ripristinò la programmazione separata in due canali durante l'orario serale, denominati "Programma A" e "Programma B". Questa decisione segnò un ritorno alla diversificazione dell'offerta radiofonica, interrotta nel 1940 con l'unificazione delle trasmissioni a seguito dell'ingresso dell'Italia nella seconda guerra mondiale. La ripresa della programmazione su due canali consentì una maggiore varietà di contenuti, rispondendo alle esigenze di un pubblico più ampio.
In questo periodo alcune canzoni ebbero come oggetto le trasmissioni dell'EIAR, contenendo precisi riferimenti a personaggi e programmi radiofonici dell'epoca. Tra queste si ricordano:
- "L'uccellino della radio" (1940), composta da Gino Filippini con testo di Angelo Nizza e Riccardo Morbelli, interpretata da Silvana Fioresi, si ispira al celebre segnale acustico utilizzato dall'EIAR per indicare le pause tra le trasmissioni, noto come Uccellino della radio.[30]

- "Quando la radio canta" (1940), composta da Nando Prato e Riccardo Morbelli, interpretata da Alberto Rabagliati, celebra il ruolo della radio come mezzo di intrattenimento e diffusione musicale, riflettendo l'importanza dell'EIAR nella vita quotidiana degli italiani.[31]

- "La famiglia canterina" (1941), scritta da Bixio Cherubini e Cesare Andrea Bixio, interpretata dal Trio Lescano e da Ernesto Bonino, menziona esplicitamente direttori d'orchestra e cantanti dell'EIAR, come Cinico Angelini e Pippo Barzizza, offrendo un ritratto ironico e affettuoso dell'ambiente musicale radiofonico dell'epoca.[32]

Dopo il Proclama Badoglio dell'8 settembre 1943 e la conseguente occupazione militare tedesca e divisione territoriale, le sedi locali dell'EIAR continuarono a operare autonomamente. Le stazioni radio di Palermo, Napoli e Bari furono poste sotto il controllo del Psychological Warfare Branch degli Alleati, che ne gestì le trasmissioni con finalità di propaganda e informazione nelle zone liberate. La stazione radio di Roma, invece, fu chiusa poco dopo la liberazione della città nel giugno 1944. Con il Decreto Legislativo Luogotenenziale n. 457 del 26 ottobre 1944, l'ente riprese ufficialmente le attività nell'Italia liberata assumendo la nuova denominazione di Radio Audizioni Italiane (RAI).

### La trasformazione in Rai (1945)
Il 26 ottobre 1944, con il decreto legislativo luogotenenziale n. 371, il governo del Regno del Sud decretò la soppressione dell’EIAR e la nascita della RAI – Radio Audizioni Italiane, con sede a Roma e sotto la vigilanza del Ministero delle poste e delle telecomunicazioni. La trasformazione divenne effettiva nel corso del 1945, segnando l’inizio del servizio pubblico radiotelevisivo italiano in una nuova veste democratica e post-fascista.

## Tavole riassuntive sugli impianti
La rete EIAR, al massimo della sua estensione, contava i seguenti impianti:
| Nominativo della stazione | Attivazione      | Frequenza (kHz) | Onda (m) | Potenza (kW) |
| ------------------------- | ---------------- | --------------- | -------- | ------------ |
| Ancona                    | 15 luglio 1938   | 1348            | 222,6    | 1            |
| Bari I                    | 6 settembre 1932 | 1059            | 283,3    | 20           |
| Bari II                   | 26 ottobre 1935  | 1357            | 221,1    | 1            |
| Bologna I                 | 9 agosto 1936    | 986             | 304,3    | 50           |
| Bologna II                | 28 ottobre 1940  |                 |          | 0,25         |
| Bolzano                   | 12 luglio 1928   | 536             | 559,7    | 10           |
| Cervia                    | gennaio 1942     |                 |          | 25           |
| Catania                   | 27 novembre 1938 | 565             | 531,0    | 3            |
| Firenze I                 | 21 aprile 1932   | 610             | 491,8    | 100          |
| Firenze II                | 28 ottobre 1937  | 1140            | 263,2    | 10           |
| Firenze III               | 28 aprile 1940   | 1258            | 238,5    | 1            |
| Genova I                  | 28 ottobre 1928  | 1140            | 263,2    | 10           |
| Genova II                 | 28 ottobre 1937  | 1357            | 221,1    | 5            |
| L'Aquila                  | 28 ottobre 1940  |                 |          | 1            |
| Milano I                  | 8 dicembre 1925  | 814             | 368,6    | 50           |
| Milano II                 | 30 ottobre 1932  | 1357            | 221,1    | 5            |
| Milano III                | 1º aprile 1938   | 1429            | 210,0    | 5            |
| Napoli I                  | 14 novembre 1926 | 1303            | 230,2    | 10           |
| Napoli II                 | 4 novembre 1937  | 1429            | 210,0    | 1            |
| Padova                    | 10 giugno 1939   | 1348            | 222,6    | 0,25         |
| Palermo                   | 14 giugno 1931   | 565             | 531,0    | 3            |
| Roma I                    | 6 ottobre 1924   | 713             | 420,8    | 100          |
| Roma II                   | 18 marzo 1934    | 1222            | 245,5    | 60           |
| Roma III                  | 28 ottobre 1937  | 1357            | 221,1    | 1            |
| Sanremo                   | 28 ottobre 1939  | 1348            | 222,6    | 5            |
| Torino I                  | 11 febbraio 1929 | 1140            | 263,2    | 30           |
| Torino II                 | 17 dicembre 1933 | 1357            | 221,1    | 5            |
| Torino III                | 28 ottobre 1938  | 1429            | 210,0    | 5            |
| Trieste                   | 28 ottobre 1931  | 1140            | 263,2    | 10           |
| Tripoli                   | 12 novembre 1938 | 1104            | 271,7    | 50           |
| Venezia                   | 28 ottobre 1939  | 1492            | 201,1    | 5            |
| Verona                    | 28 ottobre 1939  | 1429            | 210,0    | 1            |
| Zara                      | aprile 1942      |                 |          |              |
| Spalato                   | 5 maggio 1941    |                 |          |              |
| Lubiana                   | 28 aprile 1941   |                 |          | 5 (?)        |

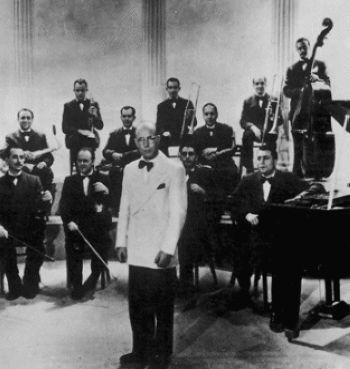
Pippo Barzizza con l'Orchestra Cetra negli studi EIAR di Torino

La potenza totale all'antenna impiegata era pari a 588,5 kW.
| Sede della stazione | Nominativo | Frequenza (kHz) | Onda (m) | Potenza (kW) |
| ------------------- | ---------- | --------------- | -------- | ------------ |
| Addis Abeba         | ABA        | 9650            | 31,09    | 1            |
| Roma                | 2 RO 3     | 9630            | 31,15    | 100          |
| Roma                | 2 RO 4     | 11810           | 25,40    | 100          |
| Roma                | 2 RO 6     | 15300           | 19,61    | 50           |
| Roma                | 2 RO 8     | 17820           | 16,84    | 50           |
| Roma                | 2 RO 9     | 9670            | 31,02    | 25           |
| Roma                | 2 RO 15    | 11760           | 25,51    | 25           |

Quando cambiava la stazione di origine delle trasmissioni (operazione detta "inversione") veniva messo in onda il cosiddetto uccellino della radio.

## Innovazioni tecnologiche e infrastrutture
L’EIAR svolse un ruolo cruciale nello sviluppo delle infrastrutture e delle tecnologie radiofoniche in Italia durante gli anni Trenta e Quaranta. Seguendo il piano di espansione previsto dal Regio Decreto n.2207/1927, l’EIAR ampliò significativamente la sua rete di trasmissione costruendo nuove stazioni radio in diverse città strategiche, tra cui Trieste, Palermo, Bari, Firenze, Milano, Genova, Bolzano e Roma.
Queste nuove infrastrutture consentirono non solo un più ampio raggio di copertura territoriale, ma anche un miglioramento qualitativo delle trasmissioni, grazie all’adozione di tecnologie avanzate per l’epoca. L’EIAR investì nello sviluppo di trasmettitori ad alta potenza, antenne di nuova generazione e sistemi di modulazione che permisero una maggiore qualità dell'audio e una minore interferenza.
In particolare, la rete italiana si basava su trasmissioni in onde medie e onde corte, che permettevano di raggiungere anche le aree più remote del paese e di estendere la ricezione all’estero. L’attenzione allo sviluppo tecnologico si tradusse anche in una stretta collaborazione con industrie nazionali, come la SIP, che oltre a controllare l’EIAR, contribuì all’innovazione tecnica e alla produzione di apparecchiature radiofoniche.

## Programmi
L'EIAR rappresentò il principale ente radiotelevisivo italiano fino al 1944, svolgendo un ruolo centrale nella diffusione della cultura e della propaganda durante il regime fascista.
I programmi trasmessi spaziavano da musica e spettacoli a notiziari e contenuti educativi, con un forte orientamento verso la diffusione della cultura italiana e il sostegno al regime.
Particolarmente significativi furono i programmi musicali, con la diffusione di opere liriche e concerti, grazie anche alla collaborazione con importanti istituzioni musicali italiane come il Teatro alla Scala di Milano e l'Orchestra Sinfonica di Roma.
In ambito informativo, l'EIAR sviluppò un sistema di notiziari giornalieri, tra cui il più noto fu il "Radiogiornale", che dal 1927 al 1944 fornì aggiornamenti sulle principali notizie nazionali e internazionali, spesso veicolando la linea politica del regime.
Tra i programmi di intrattenimento, si ricordano le trasmissioni di varietà e i "radiodrammi", che contribuirono a creare un rapporto di vicinanza tra l'emittente e il pubblico domestico. Numerosi furono anche i programmi destinati all'educazione, come corsi di alfabetizzazione e programmi per l'infanzia, che avevano l'obiettivo di diffondere modelli culturali e sociali in linea con le direttive del regime.
I Radiodrammi (dal 1929 al 1944) furono rappresentazioni teatrali radiofoniche che adattavano opere classiche e testi contemporanei per la radio, molto popolari fra il pubblico.
Il "Canzoniere della radio" (dal 1930 al 1943) fu un programma musicale dedicato alla promozione della musica leggera e popolare italiana, volto a consolidare un'identità culturale nazionale.
Presso la sede EIAR di Torino furono create prima l'orchestra "moderna" del maestro Tito Petralia, nel 1930, e poi l'Orchestra sinfonica e il Coro dell'EIAR nel 1931. Nel 1933 si aggiunsero le orchestre di musica leggera: da un lato l'Orchestra Cetra, diretta prima dallo stesso Petralia e poi dal 1936 dal maestro Pippo Barzizza, e dall'altro l'Orchestra da ballo dell'EIAR diretta dal maestro Cinico Angelini. Queste ultime due orchestre rivaleggiavano ai microfoni dell'ente di stato nell'accompagnare i cosiddetti "cantanti della radio", come Alberto Rabagliati, il Trio Lescano, Silvana Fioresi, che lanciavano le canzoni di successo dell'epoca.
"Lezione di italiano" (dal 1931 al 1944) furono corsi di lingua italiana destinati ad adulti e stranieri, finalizzati anche all'alfabetizzazione e alla diffusione della lingua nazionale.
"I ragazzi del sole" (dal 1932 al 1943) fu un programma rivolto all'infanzia, contenente racconti, filastrocche e giochi educativi.
La rivista radiofonica I quattro moschettieri* rappresentò uno dei primi successi di massa della radio italiana, trasmessa dalla sede di Torino dal 1934 al 1937. Il programma era basato su testi di Angelo Nizza e Riccardo Morbelli, con musiche composte dal maestro Egidio Storaci. La trasmissione era collegata a un concorso promozionale che prevedeva la distribuzione di figurine illustrate da Angelo Bioletto, inserite nelle confezioni dei prodotti Buitoni e Perugina. Tra le figurine più note vi era quella del "Feroce Saladino", raffigurante uno dei personaggi della trasmissione, che divenne molto popolare tra i bambini e gli ascoltatori. Questo collegamento tra radio, concorsi a premi e prodotti di largo consumo contribuì a consolidare il successo della trasmissione e a diffondere ulteriormente la cultura radiofonica nel periodo tra le due guerre mondiali. 
"Il tamburo magico" (dal 1935 al 1943) fu una trasmissione di varietà e intrattenimento che comprendeva musica, sketch comici e momenti di spettacolo.
Nel 1936 iniziarono ad andare in onda dal vivo il lunedì i popolari “Grandi Concerti Martini & Rossi”, che presentavano arie operistiche interpretate dai grandi cantanti lirici italiani del tempo, ma anche da esordienti. Il primo ciclo di questi concerti durerà fino al 1943.
Nel periodo bellico, l'EIAR intensificò la produzione di trasmissioni propagandistiche, volte a sostenere lo sforzo bellico e a rafforzare il consenso al regime, pur mantenendo un certo grado di varietà e spettacolo per mantenere alto il morale della popolazione.
Cronache del Regime fu una rubrica radiofonica fascista dell’EIAR condotta da Roberto Forges Davanzati e voluta da Galeazzo Ciano per rafforzare la propaganda politica e avvicinare il pubblico a temi complessi. Andò in onda dal 1933 al 1938, offrendo un commento giornaliero ai fatti del giorno, “in tono calmo e leggermente professorale”. Il programma esaltava le conquiste del fascismo e presentava la politica estera in chiave negativa, enfatizzando la "vittoria mutilata" e il presunto tradimento di Francia e Inghilterra, contrapponendo l’immagine di un’Italia sobria e laboriosa. Dopo la morte di Forges Davanzati nel 1936, la rubrica cambiò nome in "Cronache fasciste" e poi in "Commento ai fatti del giorno" sotto Ermanno Amicucci, fino alla sua chiusura.
"Il bollettino di guerra" (dal 1940 al 1944) fu una trasmissione quotidiana durante il periodo bellico, che forniva aggiornamenti sulle operazioni militari e veicolava messaggi di propaganda per sostenere lo sforzo bellico fascista.

## Televisione

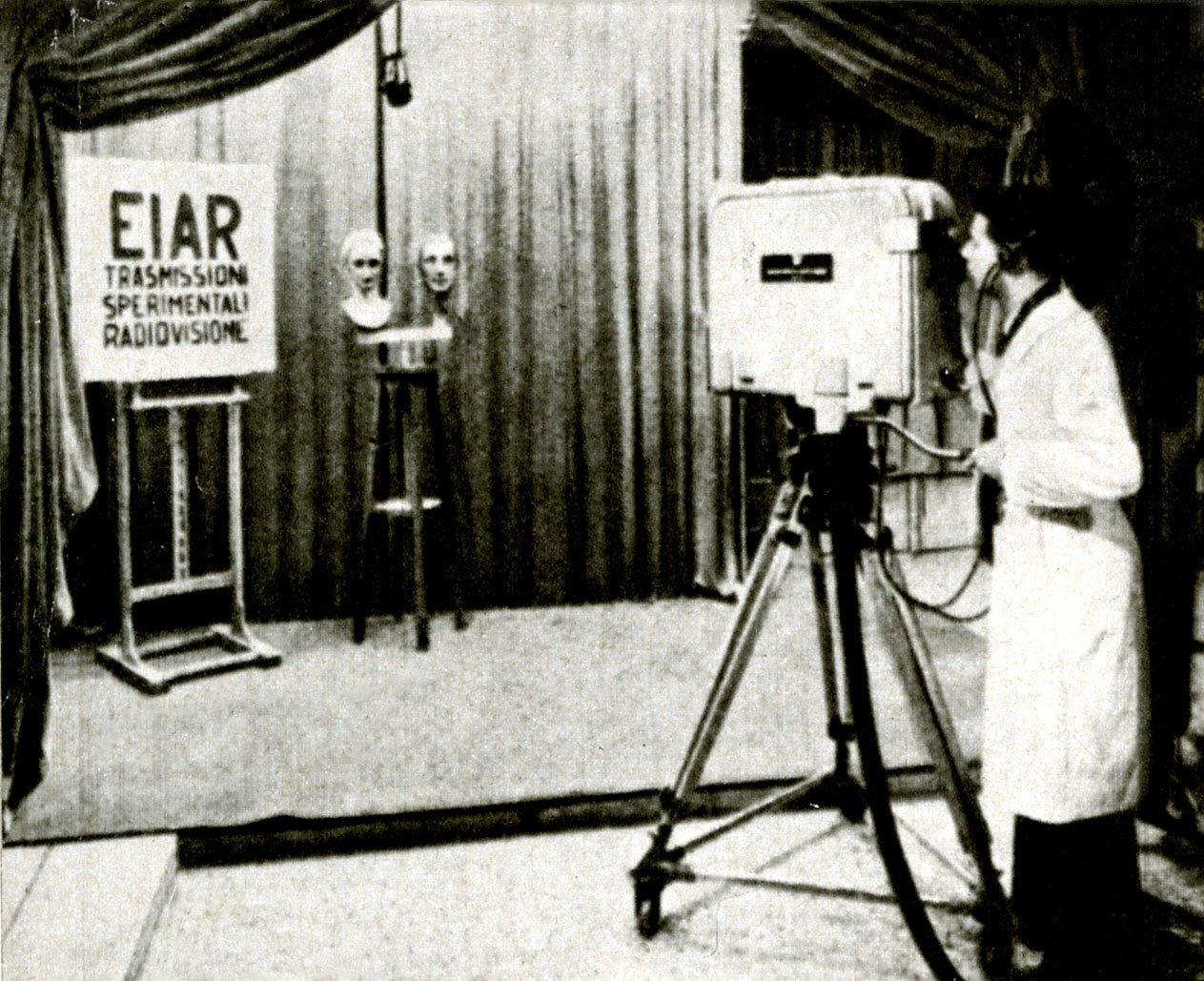
Studio televisivo EIAR a Roma (1939)

Il 2 dicembre 1937, presso la sede EIAR di Roma in via Asiago, iniziò la sperimentazione della "radiovisione", come veniva inizialmente chiamata la televisione in Italia. Lo studio era situato all'ultimo piano del palazzo, noto come "Ex Casa del Soldato".
Nel 1939, alla XXI Fiera Campionaria di Milano, furono mostrati ai visitatori programmi sperimentali trasmessi dalla Torre Littoria (oggi Torre Branca) situata nel Parco Sempione. La torre fu utilizzata come stazione trasmittente per le trasmissioni televisive sperimentali dell'EIAR.
Il 22 luglio 1939, l'impianto televisivo dell'EIAR a Roma iniziò regolari trasmissioni sperimentali. I programmi venivano realizzati nello studio di via Montello e trasmessi tramite il trasmettitore di Monte Mario, utilizzando lo standard tedesco a 441 linee. La programmazione includeva canzoni e numeri comico-musicali eseguiti da noti artisti dell'epoca.
Le trasmissioni televisive sperimentali dell'EIAR furono interrotte il 31 maggio 1940, poco prima dell'entrata dell'Italia nella Seconda guerra mondiale. La sospensione fu motivata ufficialmente da interferenze con i sistemi di navigazione aerea, ma è probabile che l'imminente coinvolgimento bellico abbia giocato un ruolo determinante nella decisione.

## Pubblicazioni
- Radiorario (dal 1930 Radiocorriere): settimanale con informazioni sui programmi e sulla tecnica radiotelevisiva.
- Annuario EIAR: pubblicato nel 1929, 1931, 1935, 1938 e 1942.
- Segnale Radio: settimanale pubblicato nella Repubblica Sociale (1944-1945)[69].

## Consociate
L'EIAR deteneva partecipazioni significative in due società strettamente legate all'attività radiofonica.
La più nota era la "Compagnia per Edizioni, Teatro, Registrazioni ed Affini" (C.E.T.R.A.), fondata a Torino il 10 aprile 1933 su iniziativa dell'EIAR, che trasformò le "Edizioni musicali Radiofono" in una casa discografica. Grazie al legame con l'EIAR, la Cetra divenne una delle principali case discografiche italiane, poiché molti dei cantanti trasmessi dalla radio incidevano per essa.
L'altra consociata era la "Società Italiana Pubblicità Radiofonica Anonima" (SIPRA), costituita nel 1926 a Torino. La SIPRA ottenne la gestione della pubblicità radiofonica per l'URI (Unione Radiofonica Italiana) e successivamente per l'EIAR, gestendo anche la pubblicità del settimanale Radiocorriere.